# محوطه شان کبود ۱
محوطه‌شان کبود ۱ مربوط به عصر آهن است و در شهرستان ایلام، بخش مرکزی، دهستان میش خاص، روستای شان کبود واقع شده است. این اثر در تاریخ ۳۰ دی ۱۳۸۵ با شمارهٔ ثبت ۱۶۹۴۷ به عنوان یکی از آثار ملی ایران به ثبت رسیده است.